# Fernando Terrera
Fernando Diego Terrera (Resistencia, Argentina. 16 de diciembre de 1903 - Goya, Argentina. 10 de enero de 1986) fue un político, militar y gobernador de la provincia de Formosa entre 1956 y 1957.

## Biografía
Nació en la provincia del Chaco el 16 de diciembre de 1903, siendo sus padres el Asberto Tulio Terrera (1867 - 1904), del partido del PAN hasta su muerte, acaecida por un accidente domiciliario, y su madre Julia Beatriz Beltran (1875 - 1943), con pensamiento radical. 
Fernando Diego Terrera,se enrola al Ejército Argentino con tan solo 15 años en 1918. Hacia 1926, cambia de rumbo hacia la política extranjera, de los países europeos. 
En 1928 dado de baja, viaja por una encomienda del gobernador de Formosa, don Luís Chauosiño, a Inglaterra, donde reside allí luego del Golpe Militar, acaecido dos años más tarde hasta 1930[cita requerida]. En 1938, se enrola nuevamente al ejército Argentino, donde finalmente en 1943 consigue el grado de Coronel.
En 1945, por recomendación del gobernador don Luís Rosado, reside en Formosa. Hacia 1955, con la provincialización pide ocupar algún cargo político,  un año más tarde el dictador en ejercicio del gobierno de Pedro Eugenio Aramburu, nombra como Interventor Federal a Terrera.

## Su gobierno
Su gobierno no fue muy destacado debido a que fue sólo un interventor, pero siguió el régimen del Gobierno Nacional y luego nombra como interventor a Guillermo de la Plaza, su sucesor. Terrera inmediatamente cede su cargo y se exilia a Perú por desacuerdos con Aramburu. donde vivió hasta 1976, donde nuevamente se exilia al Paraguay, por motivos del golpe de Estado. Vuelve en 1983, donde falleciese el 10 de enero de 1986 en Goya, Provincia de Corrientes, a los 83 años.